# Vérző olaj
A Vérző olaj (eredeti cím: There Will Be Blood) 2007-ben bemutatott amerikai filmdráma Paul Thomas Anderson rendezésében. A forgatókönyvet Upton Sinclair 1927-ben megjelent először Petróleum majd Olaj! című regénye alapján Anderson írta. A főszerepben Daniel Day-Lewis látható, aki Daniel Plainview dél-kaliforniai olajvállalkozót alakítja a 20. század elején.
A film premierje a Texas állambeli Austinban volt a Fantastic Fest keretében, 2007. szeptember 29-én. Két hónappal később, december 26-án kezdték játszani New Yorkban és Los Angelesben, majd Észak-Amerika szerte is a mozikba került 2008 január végén. A magyarországi premier 2008. február 28-án volt, de már több héttel korábban is szerepelt egyes filmszínházak műsorán.
A film számottevő kritikai figyelmet élvezett, jelentős számú díjat nyert el. Daniel Day-Lewis megkapta a legjobb színésznek járó Oscar-díjat, Golden Globe-díjat, BAFTA-díjat és a Színészek Szövetségének díját. A Vérző olajat további 7 Oscar-díjra jelölték, köztük a legjobb film és legjobb rendező kategóriákban.

## Szereplők
| Szerep                   | Színész           | Magyar hang    |
| ------------------------ | ----------------- | -------------- |
| Daniel Plainview         | Daniel Day-Lewis  | Kőszegi Ákos   |
| Eli Sunday / Paul Sunday | Paul Dano         | Bódy Gergely   |
| Fletcher Hamilton        | Ciarán Hinds      | Tarján Péter   |
| Henry Brands             | Kevin J. O'Connor | Magyar Attila  |
| H.W. Plainview           | Dillon Freasier   | Timon Barnabás |

## Történet
Az 1890-es évek végi Kaliforniában a törekvő ezüstbányász, Daniel Plainview megleli szerencséjét a kőolajlepárlásban, s magához vesz egy árván maradt kisgyermeket, H.W.-t, akit később sajátjaként, s egyúttal partnereként mutat be, amerre jár. 1911-ben Plainview fülest kap egy értékes olajlelőhelyről, amely a Sunday család tanyáján, a poros és szegény kisvárosban, Little Bostonban található. A terület megszerzésére tett erőfeszítései során megismerkedik Eli Sundayjel, a család ifjú tagjával, egyben a helyi vallási vezetővel, akinek megvannak a maga tervei gyülekezete számára az olajból nyert profittal. Ahogy a bányászat halad előre, a konfliktusok is fokozódnak, s Plainview emberek iránt érzett megvetése végül lassú, mogorva háborodottságba süllyed. E folyamat során minden érzelmi kötelék felszakad körülötte, a keletkező űrt pedig nagyra nőtt vagyona sem tudja betölteni.

## Háttér
Paul Thomas Anderson eredetileg egy két család versengéséről szóló forgatókönyvön dolgozott, azonban nehézségekbe ütközött munkája során, s ráébredt, hogy elképzelése nem működik. Honvágyát enyhítendő megvásárolta Upton Sinclair Olaj! című művének egy példányát Londonban, s azonnal rabul ejtette a fedőlap illusztrációja, mely egy kaliforniai olajmezőt ábrázolt. Olvasás közben egyre inkább magával ragadta a regény, s az első 150 oldalt forgatókönyvvé adaptálta. Ellátogatott számos olyan múzeumba, melyek az első bakersfieldi olajvállalkozókkal foglalkoztak, s ezzel egyre világosabbá vált előtte, milyen irányba kell haladnia a forgatókönyvvel. Megváltoztatta a címet Olaj!-ról There Will Be Bloodra („Vér fog folyni”), mivel „végül nem került bele annyi a könyvből, hogy igazi adaptációnak lehessen mondani.” Anderson nem akart semmilyen akcentust írni főszereplőjének, bárki is játssza Plainview-t, hogy a dolgok egyszerűek maradjanak. Az eredeti forgatókönyvet Daniel Day-Lewisszal a fejében írta, majd felkereste a színészt, mikor már majdnem befejezte az írást. Értesült róla, hogy a színésznek tetszett a Kótyagos szerelem, így bizalommal nyújtotta át neki a még el nem készült forgatókönyv egy másolatát. Day-Lewis elmondása szerint az egyszerű felkérés elegendő volt, hogy meggyőzzék. A New York Observernek adott interjújában a színész részletesen beszélt arról, mi vonzotta a projekthez. „Megértettem, hogy [Anderson] már be is lépett ebbe a világba. Nem pusztán megfigyelte – részesévé vált – s tényleg megtöltötte szereplőkkel, akikről úgy érezte, saját életet élnek.” A film utolsó jelenetének egyik sora, az „I drink your milkshake!” („Elszívom az italodat!”), idézet Albert Fall új-mexikói szenátor beszédéből a kongresszusi meghallgatáson, mely az 1920-as, az olajhoz köthető Teapot Dome-botrány ügyében történt. Anderson beleszeretett a „milkshake” szóba, mely képletesen az olajelszívás bonyolult technikai folyamatára utal.
A film egyik producere, Joanne Sellar elmondása szerint nehézkes volt a film finanszírozása, mivel „a stúdiók úgy gondolták, nem rendelkezik egy nagy volumenű film lehetőségeivel.” Két évbe telt a költségvetés fedezetének összegyűjtése. Plainview fiának szerepére Anderson Los Angelesben és New Yorkban keresett jelölteket, de rájött, hogy egy texasi színészre van szükségük, aki tudja használni a puskát és „abban a világban él.” A készítők egy iskolában érdeklődtek, ahol az igazgató Dillon Freasiert ajánlotta. Nem olvastattak fel vele a szövegből, ehelyett csupán beszélgettek vele, amiből kiderült, ő a tökéletes személy a szerepre.
Daniel Day-Lewis a hangjával kezdte karaktere felépítését. Anderson küldött neki a 19. század vége és 1927 közötti időből származó felvételeket, illetve A Sierra Madre kincse egy példányát, rajta dokumentumfilmmel a rendezőjéről, John Hustonról, aki fontos ihletője Anderson alkotásának. Anderson szerint azon tény hatott rá, hogy a Sierra Madre „kapzsiságról, ambícióról, paranoiáról és a legrosszabb énünk vizsgálatáról szól.” A forgatókönyv írása alatt minden este megnézte e klasszikus westernt lefekvés előtt, Day-Lewis pedig kutatómunkája keretében munkások leveleit olvasgatta és korabeli fényképeket tanulmányozott. Utanánézett továbbá Edward Doheny olajmágnásnak is, akinek alakja Sinclair könyvét inspirálta.
A forgatás 2006 júniusában kezdődött meg egy marfai tanyán, Texasban, s három hónapon át tartott. A további helyszínek között szerepelt Asheville Észak-Karolinában és Los Angeles. Anderson igyekezett a tanya díszletei között a jeleneteket történésük sorrendjében rögzíteni. Két héttel a 60 napos forgatás megkezdését követően a rendező lecserélte az Eli Sunday szerepére kiválasztott színészt Paul Danóra. A The New York Times írása Day-Lewisról azt sugallta, hogy az eredeti színészt (Kel O'Neill) megrémítette Day-Lewis intenzitása és azon szokása, hogy a kamerán kívül is szerepében marad. A rendező és a főszereplő egyaránt tagadta ezen értesülést, a színész úgy nyilatkozott, „Egyáltalán nem hiszem, hogy azért történt, mert ijesztőnek talált. Így gondolom – s remélem, hogy így is van.” Anderson először a Jack és Rose balladájában látta játszani Danót, s úgy vélte, tökéletes lenne Paul Sunday szerepére, akit eredetileg 12-13 évesnek képzelt el. Mikor Dano szerepe kibővült egy sokkalta nagyobb feladattal, csak négy napja volt a felkészülésre. Három heti anyagot kellett újból felvenni Sundayjel és Plainview-val, ahol előbbit már az új színész alakította. Plainview kúriája belső terének megjelenítésére a Greystone Mansion szolgált Beverly Hillsben, Edward Dohey Jr. korábbi otthona, melyet apjától kapott. Az itteni forgatáshoz szükség volt az alagsorban található tekepálya precíz felújítására.
Anderson a filmet Robert Altmannak ajánlja, aki a vágás fázisa alatt hunyt el.

## Kritikai fogadtatás
A filmet szinte egyöntetű lelkesedéssel fogadta a kritika; a Rotten Tomatoes oldalán olvasható több mint 175 vélemény 92%-a pozitív visszajelzéssel szolgált.
A The New York Observer munkatársa, Andrew Sarris szerint a film „elismerésre méltó teljesítmény a magabiztos szakértelem egy letűnt idő és kor szimulált valóságának megteremtésében, javarészt helyi amatőr színészeket és statisztákat használva, tökéletes mozdulatokkal és hangokkal.” Glenn Kenny a Premiere magazinban Day-Lewis alakítását dicséri: „Amint Plainview-ja szárnyalásba kezd, az alakítás irgalmat nem ismerő fókusza egyedülállóvá teszi a karaktert.” Manohla Dargis azt írja a The New York Times-ban közölt kritikájában, „a film a legtökéletesebb művészi munka, ami túlmutat készítésének történelmileg telített közegén, s élvezetes pillanatai is kérően esztétikusak.” Richard Schinkel a Times-ban „minden idők egyik legeredetibb amerikai filmjének” titulálta a Vérző olajat. Tom Charity kritikus a filmet 2007 egyetlen egyértelmű mesterműveként írja le.

### Jelentősebb díjak és jelölések
| Díj              | Kategória                      | Jelöltek                                                      | Nyert-e? |
| ---------------- | ------------------------------ | ------------------------------------------------------------- | -------- |
| Oscar-díj        | legjobb film                   | Paul Thomas Anderson, Daniel Lupi és JoAnne Sellar            |          |
| Oscar-díj        | legjobb rendező                | Paul Thomas Anderson                                          |          |
| Oscar-díj        | legjobb színész                | Daniel Day-Lewis                                              |          |
| Oscar-díj        | legjobb adaptált forgatókönyv  | Paul Thomas Anderson                                          |          |
| Oscar-díj        | legjobb fényképezés            | Robert Elswit                                                 |          |
| Oscar-díj        | legjobb vágás                  | Dylan Tichenor                                                |          |
| Oscar-díj        | legjobb díszlet                | Jim Erickson és Jack Fisk                                     |          |
| Oscar-díj        | legjobb hangvágás              | Christopher Scarabosio és Matthew Wood                        |          |
|                  |                                |                                                               |          |
| Golden Globe-díj | legjobb film (dráma)           |                                                               |          |
| Golden Globe-díj | legjobb színész (dráma)        | Daniel Day-Lewis                                              |          |
|                  |                                |                                                               |          |
| BAFTA-díj        | legjobb film                   | Paul Thomas Anderson, Daniel Lupi és JoAnne Sellar            |          |
| BAFTA-díj        | legjobb rendező                | Paul Thomas Anderson                                          |          |
| BAFTA-díj        | legjobb színész                | Daniel Day-Lewis                                              |          |
| BAFTA-díj        | legjobb mellékszereplő színész | Paul Dano                                                     |          |
| BAFTA-díj        | legjobb adaptált forgatókönyv  | Paul Thomas Anderson                                          |          |
| BAFTA-díj        | legjobb fényképezés            | Robert Elswit                                                 |          |
| BAFTA-díj        | legjobb filmzene               | Jonny Greenwood                                               |          |
| BAFTA-díj        | legjobb díszlet                | Jim Erickson és Jack Fisk                                     |          |
| BAFTA-díj        | legjobb hang                   | Tom Johnson, John Pritchett, Michael Semanick és Matthew Wood |          |

A film további 42 díjat nyert el különböző kritikusi és szakmai szervezetektől.